# Muzio Attendolo (1931)
Muzio Attendolo byl italský lehký křižník třídy Raimondo Montecuccoli, dvoučlenné třetí skupiny třídy Condottieri. 

## Stavba
Stavba křižníku byla zahájena v roce 1931, dne 9. září 1934 byla loď spuštěna na vodu a 7. srpna 1935 byla uvedena do služby.

## Operační služba

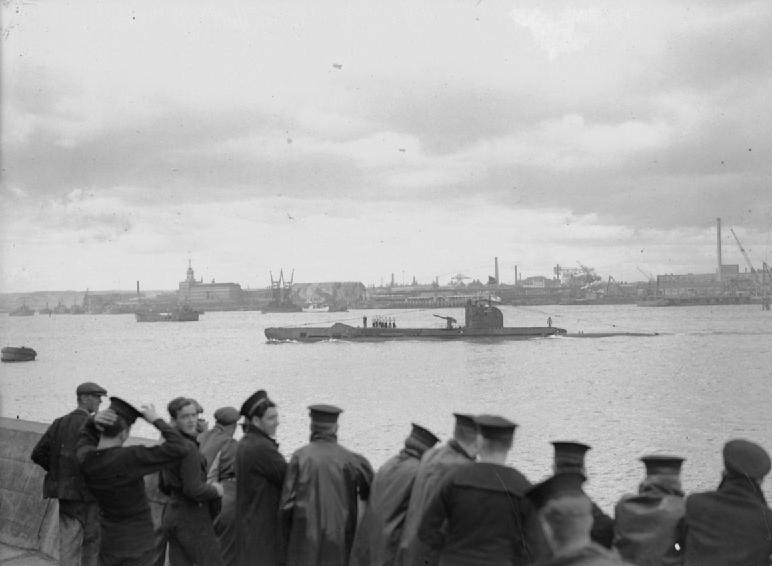
Britská ponorka HMS Unbroken

Křižník bojoval v bitvě u Punta Stilo, první bitvě u Syrty a byl nasazen i proti spojeneckým jednotkám provádějícím Operaci Pedestal, přičemž v této akci ho torpédem poškodila britská ponorka HMS Unbroken. Po výbuchu torpéda se křižníku odlomila celá příď a musel být z bojiště odvlečen. Během několika měsíců se však podařilo poškození opravit. Křižník však v Neapoli dne 4. prosince 1942 potopilo spojenecké bombardování. Byl sice ještě vyzvednut, ale do italské kapitulace již nebyl opraven a později byl sešrotován.